# Jaime Lozano (actor)
Jaime Lozano Aguilar (México, 7 de maio de 1948) es un actor mexicano de extensa trayectoria en cine y televisión. Se casó en 1977 con la también actriz Ana Bertha Espín, con quien tuvo a su único hijo, el entrenador y exfutbolista Jaime "Jimmy" Lozano Espín. La pareja se separó en 1992.
Jaime inició su carrera en la película de Gustavo Alatriste México, México, ra ra ra en 1976. Luego participó en su primera telenovela, Esperándote de 1985. A partir de aquí ha formado una sólida carrera como actor de televisión, participando en las telenovelas Amor en silencio, La fuerza del amor, Corazón salvaje, Tres mujeres, Mariana de la noche, Amar otra vez y Mañana es para siempre, entre otras. También participó en 24 episodios del unitario Mujer, casos de la vida real, y en la versión mexicana de Mujeres asesinas.

## Filmografía

### Telenovelas
- Médicos, línea de vida (2019) … Ramiro
- Hijas de la luna (2018)
- Sin tu mirada (2017)… Comandante Tavares
- El bienamado (2017) ....Osvaldo
- Hasta el fin del mundo (2014) .... Dr. Rivadeneira
- Un refugio para el amor (2012) .... Lic. Barrera
- Mar de amor (2009-2010) .... Lic. Espinoza
- Un gancho al corazón (2009) .... Jimmy
- Mañana es para siempre (2008-2009) .... Jairo Roca
- Juro que te amo (2008)
- Amar sin límites (2006) .... Efraín García
- Duelo de pasiones (2006) .... Rutilio
- Pablo y Andrea (2005) .... Pancho
- Apuesta por un amor (2004) .... Braulio Serrano
- Corazones al límite (2004) .... Profesor de matemáticas
- Amar otra vez (2003) .... Carrillo
- Mariana de la noche (2003) .... Eladio González
- Bajo la misma piel (2003) .... Comandante Zúñiga
- Así son ellas (2002) .... Sergio Salomón
- Entre el amor y el odio (2002) .... Dr. Edgardo Ramos
- Atrévete a olvidarme (2001) .... Padre Buenaventura
- El precio de tu amor (2000) .... Don Benigno
- Cuento de Navidad (1999) .... Espíritu
- Tres mujeres (1999) .... Demetrio López
- Nunca te olvidaré (1999) .... Higinio Sánchez
- La jaula de oro (1997) .... Artemio † (Villano)
- Morir dos veces (1996) .... Isaías
- Corazón salvaje (1993) .... Segundo Quintana
- La última esperanza (1993) .... "El Gallo"
- María Mercedes (1992) .... Dr. Díaz
- Mi pequeña Soledad (1990) .... El Jarocho
- La fuerza del amor (1990) .... Dionisio
- Balada por un amor (1990)
- Simplemente María (1989) .... El policía de guardia.
- Luz y sombra (1989)
- Amor en silencio (1988) .... Chucho
- Rosa salvaje (1987) .... Doctor
- Cicatrices del alma (1986) .... Martín
- El ángel caído (1985) .... Padre Rosales
- Esperándote (1985) .... Celso

### Series de TV
- Mujeres asesinas (2009) .... Capitán Guerrero (episodio "Ana y Paula, ultrajadas")
- La rosa de Guadalupe (2008) .... Sergio / Víctor (dos episodios)
- Mujer, casos de la vida real (1991-2006) (24 episodios)